# Sodevci
Sodevci este o localitate din comuna Črnomelj, Slovenia, cu o populație de 53 de locuitori.